# Miyaji Toshio
Miyaji Toshio (jap. 宮地 利雄) war ein japanischer Fußballspieler.

## Nationalmannschaft
1925 debütierte Miyaji für die japanische Fußballnationalmannschaft. Miyaji bestritt zwei Länderspiele. Mit der japanischen Nationalmannschaft qualifizierte er sich für die Far Eastern Championship Games 1925.